# Iñaki Godoy
Iñaki Godoy, född 25 augusti 2003 i Mexico City, är en mexikansk skådespelare.
Godoy har bland annat medverkat i TV-serierna The Imperfects, La querida del Centauro och One Piece.

## Filmografi (i urval)
- 2016–2017 – La querida del Centauro (TV-serie)
- 2022 – The Imperfects (TV-serie)
- 2023 – One Piece (TV-serie)